# Valtiendas
Valtiendas é um município da Espanha na província de Segóvia, comunidade autónoma de Castela e Leão, de área 38,6 km² com população de 161 habitantes (2005) e densidade populacional de 4,18 hab/km².

## Demografia
| Variação demográfica do município entre 1991 e 2004 | Variação demográfica do município entre 1991 e 2004 | Variação demográfica do município entre 1991 e 2004 | Variação demográfica do município entre 1991 e 2004 |
| --------------------------------------------------- | --------------------------------------------------- | --------------------------------------------------- | --------------------------------------------------- |
| 1991                                                | 1996                                                | 2001                                                | 2004                                                |
| 219                                                 | 206                                                 | 171                                                 | 161                                                 |